# Campionati mondiali di biathlon 1993
I Campionati mondiali di biathlon 1993 si svolsero dal 9 al 14 febbraio a Borovec, in Bulgaria. Rispetto alle precedenti edizioni mutò la formula della staffetta femminile, che passò da 3x7,5 km a 4x7,5 km.
In seguito alla dissoluzione dell'Unione Sovietica, della Jugoslavia e della Cecoslovacchia numerose nazionali fecero in questa sede la loro prima apparizione iridata.

## Risultati

### Uomini

#### Sprint 10 km
| Posizione | Atleta              | Nazione  | Tempo |
| --------- | ------------------- | -------- | ----- |
| 1         | Mark Kirchner       | Germania | -     |
| 2         | Jon Åge Tyldum      | Norvegia | -     |
| 3         | Sergej Tarasov      | Russia   | -     |
| 4         | Eirik Kvalfoss      | Norvegia | -     |
| 5         | Sergej Čepikov      | Russia   | -     |
| 6         | Pieralberto Carrara | Italia   | -     |
| 7         | Uroš Velepec        | Slovenia | -     |
| 8         | Valerij Kirienko    | Russia   | -     |
| 9         | Wolfgang Perner     | Austria  | -     |
| 10        | Andreas Zingerle    | Italia   | -     |

13 febbraio

#### Individuale 20 km
| Posizione | Atleta                | Nazione   | Tempo |
| --------- | --------------------- | --------- | ----- |
| 1         | Andreas Zingerle      | Italia    | -     |
| 2         | Sergej Tarasov        | Russia    | -     |
| 3         | Sergej Čepikov        | Russia    | -     |
| 4         | Eirik Kvalfoss        | Norvegia  | -     |
| 5         | Ludwig Gredler        | Austria   | -     |
| 6         | Ricco Groß            | Germania  | -     |
| 7         | Jiří Holubec          | Rep. Ceca | -     |
| 8         | Patrice Bailly-Salins | Francia   | -     |
| 9         | Thierry Dusserre      | Francia   | -     |
| 10        | Frank Luck            | Germania  | -     |

11 febbraio

#### Staffetta 4x7,5 km
| Posizione | Nazione     | Atleti                                                                 | Tempo     | Penalità |
| --------- | ----------- | ---------------------------------------------------------------------- | --------- | -------- |
| 1         | Italia      | Wilfried Pallhuber Johann Passler Pieralberto Carrara Andreas Zingerle | 1:32.18,3 | 0+0      |
| 2         | Russia      | Valerij Medvedcev Valerij Kirienko Sergej Tarasov Sergej Čepikov       | 1:32.55,0 | 0+0      |
| 3         | Germania    | Sven Fischer Frank Luck Mark Kirchner Jens Steinigen                   | 1:32.57,9 | 0+0      |
| 4         | Bielorussia | Igor' Chochrjakov Vadzim Sašuryn Aljaksandr Papoŭ Viktor Majgurov      | -         |          |
| 5         | Ucraina     | Vitalij Mogilenko Tapas Dol'nij Valentin Džima Ivan Maksimov           | -         |          |

14 febbraio

#### Gara a squadre
| Posizione | Nazione  | Atleti                                                        | Tempo |
| --------- | -------- | ------------------------------------------------------------- | ----- |
| 1         | Germania | Fritz Fischer Frank Luck Steffen Hoos Sven Fischer            | -     |
| 2         | Russia   | Aleksej Kobelev Valerij Kirienko Sergej Ložkin Sergej Čepikov | -     |
| 3         | Francia  | Gilles Marguet Thierry Dusserre Xavier Blond Lionel Laurent   | -     |

9 febbraio

### Donne

#### Sprint 7,5 km
| Posizione | Atleta               | Nazione     | Tempo |
| --------- | -------------------- | ----------- | ----- |
| 1         | Myriam Bédard        | Canada      | -     |
| 2         | Nadežda Talanova     | Russia      | -     |
| 3         | Elena Belova         | Russia      | -     |
| 4         | Anne Briand          | Francia     | -     |
| 5         | Delphyne Burlet      | Francia     | -     |
| 6         | Petra Behle          | Germania    | -     |
| 7         | Antje Harvey         | Germania    | -     |
| 8         | Annette Sikveland    | Norvegia    | -     |
| 9         | Christina Eklund     | Svezia      | -     |
| 10        | Svjatlana Paramyhina | Bielorussia | -     |

13 febbraio

#### Individuale 15 km
| Posizione | Atleta                 | Nazione     | Tempo |
| --------- | ---------------------- | ----------- | ----- |
| 1         | Petra Behle            | Germania    | -     |
| 2         | Myriam Bédard          | Canada      | -     |
| 3         | Svjatlana Paramyhina   | Bielorussia | -     |
| 4         | Pirjo Aalto            | Finlandia   | -     |
| 5         | Delphyne Burlet        | Francia     | -     |
| 6         | Eva Háková             | Rep. Ceca   | -     |
| 7         | Silvana Blagoeva       | Bulgaria    | -     |
| 8         | Uschi Disl             | Germania    | -     |
| 9         | Nadyja Belova          | Ucraina     | -     |
| 10        | Hildegunn Mikkelsplass | Norvegia    | -     |

11 febbraio

#### Staffetta 4x7,5 km
| Posizione | Nazione     | Atlete                                                                      | Tempo     | Penalità |
| --------- | ----------- | --------------------------------------------------------------------------- | --------- | -------- |
| 1         | Rep. Ceca   | Jana Kulhavá Jiřina Pelcová Iveta Knížková Eva Háková                       | 1:52.08,6 | 0+1      |
| 2         | Francia     | Corinne Niogret Véronique Claudel Delphyne Burlet Anne Briand               | 1:52.56,2 | 1+0      |
| 3         | Russia      | Svetlana Panjutina Nadežda Talanova Ol'ga Simušina Elena Belova             | 1:52.58,9 | 0+1      |
| 4         | Germania    | Uschi Disl Antje Harvey Sylke Hummanik Petra Behle                          | -         |          |
| 5         | Bielorussia | Natal'ja Permjakova Natal'ja Syčeva Natallja Ryžankova Svjatlana Paramyhina | -         |          |

14 febbraio

#### Gara a squadre
| Posizione | Nazione     | Atlete                                                                      | Tempo |
| --------- | ----------- | --------------------------------------------------------------------------- | ----- |
| 1         | Francia     | Nathalie Beausire Delphyne Burlet Anne Briand Corinne Niogret               | -     |
| 2         | Bielorussia | Natal'ja Permjakova Natal'ja Syčeva Natallja Ryžankova Svjatlana Paramyhina | -     |
| 3         | Polonia     | Zofia Kiełpińska Krystyna Liberda Anna Stera-Kustucz Helena Mikołajczyk     | -     |
| 4         | Norvegia    | Åse Idland Annette Sikveland Hildegunn Mikkelsplass Anne Elvebakk           | -     |
| 5         | Russia      | Anfisa Rezcova Svetlana Panjutina Elena Belova Ol'ga Simušina               | -     |

9 febbraio

## Medagliere per nazioni
| Posizione | Nazione     | Oro | Argento | Bronzo | Totale |
| --------- | ----------- | --- | ------- | ------ | ------ |
| 1         | Germania    | 3   | 0       | 1      | 4      |
| 2         | Italia      | 2   | 0       | 0      | 2      |
| 3         | Francia     | 1   | 1       | 1      | 3      |
| 4         | Canada      | 1   | 1       | 0      | 2      |
| 5         | Rep. Ceca   | 1   | 0       | 0      | 1      |
| 6         | Russia      | 0   | 4       | 4      | 8      |
| 7         | Bielorussia | 0   | 1       | 1      | 2      |
| 8         | Norvegia    | 0   | 1       | 0      | 1      |
| 9         | Polonia     | 0   | 0       | 1      | 1      |